# Alfredo Allende (actor)
Alfredo Allende Latorre (19 de diciembre de 1962) es un actor Argentino de cine, teatro y televisión. Egresado de la Escuela de Teatro de la Universidad Finis Terrae. Ha participado en varias telenovelas de Canal 13. También trabajó en Violetta y O11CE y en el filme de 2000 no estrenado comercialmente Ceibo y taba.
Actualmente es profesor en la escuela de teatro "Nuevo Escenario", cuyo director es el actor Mariano Cabrera.

## Teleseries
| Teleserie | Teleserie     | Teleserie               | Teleserie |
| Año       | Teleserie     | Rol                     | Canal     |
| --------- | ------------- | ----------------------- | --------- |
| 2004      | Los Pincheira | Eduardo Simonetti       | TVN       |
| 2005      | Brujas        | Pablo Ossa              | Canal 13  |
| 2006      | Descarado     | José Luis Leal          | Canal 13  |
| 2008      | Don Amor      | Eugenio "Topo" Mardones | Canal 13  |
| 2010      | Feroz         | Jorge "Coke" Alfaro     | Canal 13  |
| 2014      | Mamá mechona  | Mijares Peña            | Canal 13  |

## Series y telefilms
| Series y Unitarios | Series y Unitarios                            | Series y Unitarios            | Series y Unitarios |
| Año                | Serie                                         | Rol                           | Canal              |
| ------------------ | --------------------------------------------- | ----------------------------- | ------------------ |
| 2001               | Chiquititas: Rincón de luz                    | Vendedor de mejillones        | [-]                |
| 2003               | Rebelde Way                                   | Sr. Rivarola (Padre de Sol)   | Canal 9            |
| 2005-2006          | Casados con hijos                             | Participación especial        | Telefe             |
| 2007               | Héroes                                        | Luis Carrera                  | Canal 13           |
| 2007               | Casi ángeles                                  | Padre Bauer                   | Telefe             |
| 2007               | Mi Primera Vez                                | Daniel                        | TVN                |
| 2011               | 12 días - Cap. "La rebelión de los pingüinos” | Felipe (Protagónico)          | CHV                |
| 2011               | Cumpleaños                                    | Diego "el huevo"              | TVN                |
| 2012-2015          | Violetta                                      | Lisandro Ramallo              | Disney Channel     |
| 2014               | Junior Express                                | Profesor Classenclown (1 ep.) | Disney Channel     |
| 2017-2018          | O11CE                                         | Olson                         | Disney Channel     |
| 2019               | Otros pecados                                 | Daniel (Ep. 5)                | El trece           |
| 2022               | Los protectores                               | Carlo (1 ep.)                 | Star+              |